# Franse parlementsverkiezingen 1910
Op 24 april en 8 mei 1910 werden er in Frankrijk parlementsverkiezingen gehouden. De verkiezingen werden gewonnen door de Parti Radical-Socialiste (Radicaal-Socialistische Partij). De partij boekte een winst van 17 zetels ten opzichte van de parlementsverkiezingen van 1906. De rooms-katholieke Action Libérale (Liberale Actie) werd met 129 zetels tweede (+51 zetels!).

## Uitslag

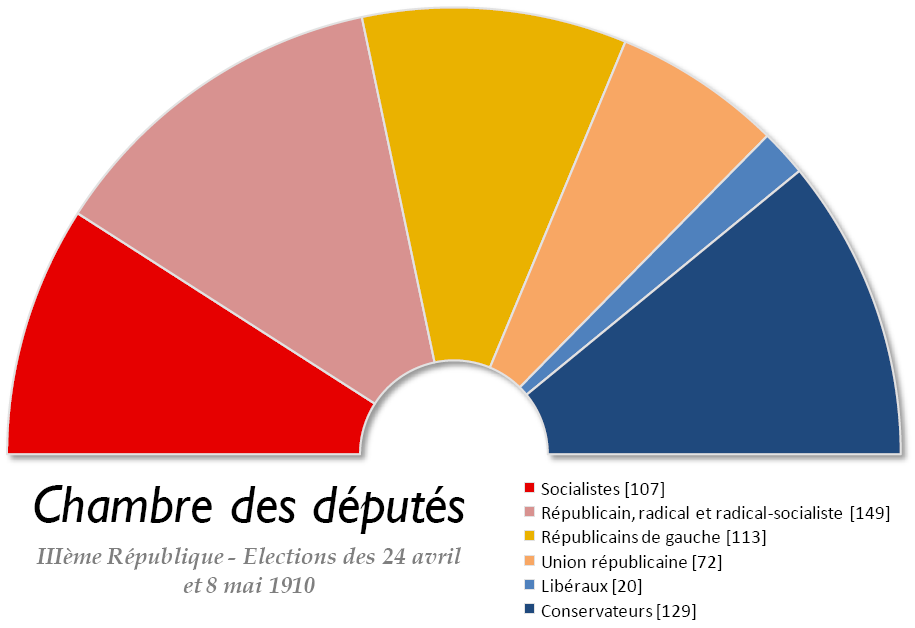
Verkiezingsuitslag

| Partij                                        | stemmen   | zetels | %      |
| --------------------------------------------- | --------- | ------ | ------ |
| Radicaal-Socialistische Partij                | 2.693.471 | 149    | 32,08% |
| Liberale Actie                                | 1.602.209 | 129    | 19,08% |
| Republikeinse Federatie                       | 1.472.442 | 17     | 17.54% |
| Franse Sectie van de Arbeiders Internationale | 1.110.561 | 75     | 13,23% |
| Republikeinse Democratische Alliantie         | 1.018.704 | 113    | 12,13% |
| Republikeins-Socialistische Partij            | 345.202   | 32     | 4,11%  |
| Liberalen                                     | 153.231   | 20     | 1,82%  |